# Aconogonon amgense
Aconogonon amgense är en slideväxtart som först beskrevs av Michal. & V. Perf., och fick sitt nu gällande namn av N.N. Tsvelev. Aconogonon amgense ingår i släktet sliden, och familjen slideväxter. Inga underarter finns listade i Catalogue of Life.